# Выборы парламента Кабардино-Балкарии (2009)
Выборы в парламент Кабардино-Балкарской Республики прошли 1 марта 2009 г.
Всего избираются 72 депутата по республиканскому избирательному округу пропорционально числу голосов, поданных за списки кандидатов (по пропорциональной избирательной системе). Используются закрытые списки без разделения на региональные группы. Число кандидатов в выдвинутом едином списке кандидатов не может превышать 120 человек. Срок полномочий — 5 лет. При распределении мандатов используется метод наибольших остатков. К распределению депутатских мандатов допускается не менее двух списков кандидатов.
Для участия в выборах были зарегистрированы списки региональных отделений 4-х партий: Единая Россия, КПРФ, Справедливая Россия и ЛДПР.
| Партия              | Первая тройка кандидатов |
| ------------------- | --- |
| Единая Россия       | Президент КБР Арсен Каноков, председатель парламента Ильяс Бечелов, главный тренер ПФК «Спартак-Нальчик» Юрий Красножан                                                   |
| КПРФ                | Пенсионерка Зайрат Шихолиева, директор Черекского филиала КБ территориального фонда ОМС Чомай Кульбаев, пенсионер Александр Банщиков                                      |
| Справедливая Россия | Депутат парламента Владимир Кебеков, начальник хранилища Войсковой части 26406 Игорь Логвиненко, генеральный директор ООО «Иман» Ахмат Сумаев                             |
| ЛДПР                | Депутат местного Совета г. Прохладный Валерий Гриневич, депутат парламента Юрий Шаов, генеральный директор Нальчикского завода строительных материалов «СХТ» Калет Гемуев |

После выборов Арсен Каноков и Юрий Красножан отказались от своих мандатов.

## Результаты выборов
Явка составила 83,64 %.
| Партия              | Доля голосов | Количество депутатов |
| ------------------- | ------------ | -------------------- |
| Единая Россия       | 72,29 %      | 52                   |
| Справедливая Россия | 12,26 %      | 9                    |
| КПРФ                | 8,36 %       | 6                    |
| ЛДПР                | 7,02 %       | 5                    |